# Araneus bicavus
Araneus bicavus este o specie de păianjeni din genul Araneus, familia Araneidae, descrisă de Zhu și Wang, 1994. Conform Catalogue of Life specia Araneus bicavus nu are subspecii cunoscute.